# Woinowo (Kaliningrad)
Woinowo (Войново, deutsch Döbnicken und Barslack) war ein Ort in der russischen Oblast Kaliningrad (Gebiet Königsberg (Preußen)). Die Ortsstelle gehört zum Munizipalkreis Rajon Bagrationowsk (Stadtkreis Preußisch Eylau). Bis 1945 bestand der Ort aus den beiden   ostpreußischen Ortschaften Döbnicken und Barslack.

## Geographische Lage
Die Ortsstelle Woinowos liegt im südlichen Westen der Oblast Kaliningrad, 19 Kilometer nordwestlich der früheren Kreis- und heutigen Rajonshauptstadt Bagrationowsk (deutsch Preußisch Eylau).

## Geschichte

### Döbnicken
Die beiden Ortschaften Groß Döbnicken und Klein Döbnicken bildeten einst die Gemeinde Döbnicken, die 1874 in den Amtsbezirk Moritten (russisch Oktjabrskoje) im ostpreußischen Kreis Preußisch Eylau aufgenommen wurde. In der Landgemeinde Döbnicken waren im Jahre 1910 48 Einwohner registriert.
Am 30. September 1928 schlossen sich die Landgemeinde Barslack sowie die Gutsbezirke Groß Labehnen (russisch Sosnowka) und Schmerkstein (Wolschskoje) mit Döbnicken zur neuen Landgemeinde Döbnicken zusammen. Die Einwohnerzahl dieser neu formierten Gemeinde belief sich im Jahre 1933 auf 278 und im Jahre 1939 auf 243.
Im Jahre 1945 kam Döbnicken in Kriegsfolge mit dem gesamten nördlichen Ostpreußen zur Sowjetunion.

### Barslack
Wenige Jahre früher als Döbnicken wurde Berßelauken (erste nach 1785 Barslack genannt) um 1390 gegründet. Das Dorf bestand aus ein paar großen und kleinen Höfen. 1874 wurde die Landgemeinde Barlack wie der Nachbarort Döbnicken in den Amtsbezirk Moritten (russisch Oktjabrskoje) im Kreis Preußisch Eylau eingegliedert. Die Einwohnerzahl von Barslack belief sich im Jahre 1910 auf 70.
Am 30. September 1928 gab Barslack seine Eigenständigkeit auf und schloss sich mit den Nachbarorten zur neuen Landgemeinde Döbnicken zusammen. 1945 kam der Ort in Kriegsfolge mit dem gesamten nördlichen Ostpreußen zur Sowjetunion.

### Woinowo
Bis 1947 wurden für Barslack und Döbnicken die deutschen Namen weiterhin verwendet. Als beide 1947 in den Perwomaiski selski Sowet (Dorfsowjet Karven) eingegliedert wurden, erhielten sie den Namen „Woinowo“ und wurden so der gleichnamigen gemeinsamen Siedlung (russisch possjolok) zugeordnet. Als der Dorfsowjet Perwomaiski Anfang der 1950er Jahre aufgelöst wurde, wurde Woinowo in den Puschinski selski Sowet (Dorfsowjet Posmahlen) umgegliedert. 
Woinowo wurde bereits in den 1950er Jahren nicht mehr besiedelt, 1975 wurde es als verlassen erklärt und gilt seitdem als untergegangener Ort. Die Ortsstelle liegt heute im Gebiet des Munizipalkreises Rajon Bagrationowsk (Stadtkreis Preußisch Eylau) in der russischen Oblast Kaliningrad.

## Religion
Bis 1945 waren Döbnicken und Barslack in das Kirchspiel der evangelischen Kirche Kreuzburg (russisch Slawskoje) in der Kirchenprovinz Ostpreußen der Kirche der Altpreußischen Union, außerdem in die römisch-katholische Kirche in Preußisch Eylau (Bagrationowsk) im damaligen Bistum Ermland eingepfarrt. 
Woinowo gehörte evangelischerseits zur Dorfkirche Gwardeiskoje (Mühlhausen) in der Propstei Kaliningrad der Evangelisch-lutherischen Kirche Europäisches Russland (ELKER).